# L'Étang-Bertrand
L'Étang-Bertrand é uma comuna francesa na região administrativa da Normandia, no departamento Mancha. Estende-se por uma área de 8,8 km². Em 2010 a comuna tinha 357 habitantes (densidade: 40,6 hab./km²).